# Giorno dell'indipendenza (Bangladesh)
Il giorno dell'indipendenza del Bangladesh (in bengali স্বাধীনতা দিবস, Shadhinôta Dibôs) è la ricorrenza nazionale del Bangladesh.
Si celebra il 26 marzo di ogni anno e commemora la dichiarazione di indipendenza dal Pakistan nel 1971, ad opera dello Sheikh Mujibur Rahman, il padre della nazione bengalese.
Eroe spirituale dell'indipendenza bengalese fu Kazi Nazrul Islam, il poeta nazionale del Bangladesh
La ricorrenza si celebra con canti, spettacoli, discorsi pubblici nel quale viene evidenziata la nascita e l'indipendenza della nazione stessa.
In questo giorno viene conferita la medaglia dell'indipendenza, la massima onorificenza del Bangladesh.
All'indipendenza comunque era seguita una guerriglia durata per diverso tempo: la guerra di liberazione bengalese.